# See You Again (Carrie Underwood)
See You Again è un singolo della cantante statunitense Carrie Underwood, pubblicato nel 2013 ed estratto dall'album Blown Away.
La canzone è stata scritta da Carrie Underwood, Hillary Lindsey e David Hodges.

## Tracce
- Download digitale

1. See You Again – 4:07